# なおしま
なおしまは、四国汽船が運航しているフェリー。四国汽船には過去同じ船名を名乗る船が複数存在するが、本項目では2015年に就航した船を取り扱う。

## 概要
先代「なおしま」の置き換え用として藤原造船所で建造され、2015年5月1日に宇野 - 直島 - 高松航路に就航した。

### 就航航路
- 宇野港 - 直島（宮浦港） - 高松港

本船とあさひの2隻で就航する。多客時やドック期間中は風戸航路の「せと」や、国際両備フェリーのおりんぴあ どりーむせとが代船として運航される。

## 設計
船体は3層構造で、上部から操舵室・露天デッキ、船室、車両甲板となっており、船室の窓は展望を考慮して上下寸法が大きくとられている。外観は、本船の発着する宮浦港に設置されており、直島のシンボルとなっている草間彌生の「赤かぼちゃ」をイメージして、白地に赤色のドット模様とされた。船内は髙島屋スペースクリエイツがデザインを担当、リビングルームのような「居心地の良さ」と美術館のような「静かさ」をコンセプトに、白を基調とした配色となっており、瀬戸内出身の作家5名の作品約20点が展示されている。
船内はバリアフリー化されており、通常の船内設備に加えて、高齢者や身障者に対応した客室、多機能トイレ、車いす対応エレベーターなどを備える。

## 船内
客室はモノクラスで椅子席のほか、一部はソファ席となっている。自動販売機が設置されているが、売店等はない。